# Весёлый Подол (Днепропетровская область)
Весёлый Подол (укр. Веселий Поділ) — село,
Пальмировский сельский совет,
Пятихатский район,
Днепропетровская область,
Украина.
Код КОАТУУ — 1224584803. Население по переписи 2001 года составляло 85 человек.

## Географическое положение
Село Весёлый Подол находится на расстоянии в 1 км от села Пахаревка (Александрийский район) и в 1,5 км от села Дмитровка.
По селу протекает пересыхающий ручей с запрудой.